# Vestsjællands Brandvæsen
 Der er for få eller ingen kildehenvisninger i denne artikel, hvilket er et problem. Du kan hjælpe ved at angive troværdige kilder til de påstande, som fremføres i artiklen.

Vestsjællands Brandvæsen (forkortet VSBV) er et af de kommunale redningsberedskaber i Danmark. Vestsjællands Brandvæsen blev oprettet på baggrund af en aftale mellem kommunerne og staten med start fra d. 1. januar 2016.
Vestsjællands Brandvæsen betjener kommunerne Holbæk, Kalundborg & Odsherred.
Vestsjællands Brandvæsen består af 11 almindelige brandstationer, 3 ø-beredskabet på hhv. Sejerø, Nekselø og Reersø. samt 3 frivilligenden placeret i hhv. Kalundborg, Holbæk & Vig

## Udtrædelse af Vestsjællands Brandvæsen
Vestsjællands Brandvæsen har siden beredskabets oprettelse haft økonomiske udfordringer. 

Dette resulteret i at Lejre og Sorø Kommuner meldte Vestsjællands Brandvæsen, at kommunerne trækker sig fra det fælles beredskab ved udgangen af 2020.

Lejre Kommune har genoprettet det tidligere Lejre Brandvæsen. 

Sorø Kommune har indgået en samarbejdsaftale med Slagelse Brand og Redning under Slagelse Kommune.